# Mindelheim
Mindelheim là một thành phố tại bang Bayern, Đức. Đây là thủ phủ của huyện Unterallgäu.

## Thành phố kết nghĩa
- Bourg-de-Péage, Pháp,1961
- East Grinstead, Vương quốc Anh, 1994
- Sant Feliu de Guixols, Tây Ban Nha, 1994
- Schwaz, Áo, 1990
- Tramin, Ý, 1994
- Verbania, Ý, 1994